# Eosentomata
Eosentomata (лат.) — отряд бессяжковых насекомых (Protura), включающий семейства Eosentomidae и Antelientomidae. Трахейная система имеется в средне- и заднегруди. Все три пары брюшных придатков двучленистые, с пузырьками на конце и пятью щетинками. Передние лапки с дополнительными щетинками.